# 我街の誇り
「我街の誇り」（われらのほこり）は、社会人野球のテーマソング。作詞は伊集院静・編・作曲は林哲司。

## 解説
2019年、第90回都市対抗野球大会開催及び日本野球連盟創設70周年を記念し、制作された歌である。第90回都市対抗野球大会の開会式では、藤原歌劇団が歌った。